# Dirty Harry renser ud
Dirty Harry renser ud (originaltitel The Enforcer) er en amerikansk actionfilm fra 1976. Det er den tredje film i Dirty Harry-serien. Den er instrueret af James Fargo og Clint Eastwood spiller hovedrollen som politimanden "Dirty" Harry Callahan. Tyne Daly spiller inspektør Kate Moore og DeVeren Bookwalter spiller terroristlederen Bobby Maxwell, der er den primære antagonist i filmen. Det er den sidste film i serien, hvor John Mitchum medvirker i rollen som inspektør Frank DiGiorgio.

## Handling
Filmen handler om en gruppe venstreorienterede terrorister, som kalder sig selv "The People's Revolutionary Strike Force". Gruppen består af Vietnam-veteraner, ledet af Bobby Maxwell. En nat røver de en bygning, som indeholder militære våben beregnet for eksport. Under indbruddet bliver Harry Callahans (Clint Eastwood) partner  Frank DiGiorgio (John Mitchum) dræbt, hvilket medfører, at Dirty Harry bliver påtvunget en ny partner, som tilmed er kvinde kaldet Kate Moore (Tyne Daly).
I mellemtiden fortsætter terrorgruppen sin virksomhed og kidnapper byens borgmester. Sammen med sin kvindelige kollega jagter Callahan gruppen. Sporerne leder dem efterhånden til den tidligere fængselsø Alcatraz, hvor borgermesteren sidder i fangenskab. De lykkes Moore at befri borgmesteren. Hun bliver dog kort efter dræbt af Maxwell efter at have reddet Callahans liv. Han hævner hende ved at dræbe Maxwell med et missil. 

## Medvirkende
- Clint Eastwood som Insp. Harry Callahan
- Tyne Daly som Insp. Kate Moore
- Harry Guardino som Lt. Al Bressler
- Bradford Dillman som Capt. Jerome McKay
- John Mitchum som Insp. Frank DiGiorgio
- DeVeren Bookwalter som Bobby Maxwell
- Albert Popwell som Big Ed Mustapha
- John Crawford som borgmesteren
- Robert Hoy som Buchinski
- Michael Cavanaugh som Lalo
- Jocelyn Jones som Miki
- Dick Durock som Karl
- M. G. Kelly som Fader John
- Terry McGovern som disc jockey
- John Roselius som borgmesterens chauffør
- Joe Spano som røver (ukrediteret)

## Modtagelse
Eastwoods skuespil i filmen blev dårligt modtaget af anmelderne, og han blev udnævnt til "Worst Actor of the Year" af Harvard Lampoon og filmen blev kritiseret for mængden af vold. Varietys anmeldelse indikerede at det var en "brugt kopi af Dirty Harry. ... Det næste projekt fra denne støbeform skal enten tage sig sammen eller give op."
Anderledes positivt blev Dalys portrættering af den beslutsomme kvindelige politibetjent Kate Moore modtaget, hvilket hun fulgt op med en lignende rolle som betjenten Mary Beth Lacey i tv-serien Cagney and Lacey. Daly fik begejstrede anmeldelser, og Marjorie Rosen bemærkede at Malpaso "havde opfundet en kvindelig helt af stål" og Jean Hoelscher fra Hollywood Reporter roste Eastwood for at opgive sit ego ved at caste en så stærk kvindelige skuespiller til sin film. På filmhjemmesiden Rotten Tomatoes har filmen 78% positive tilkendegivelser baseret på 27 anmeldelser.
Ved udgivelsen i efteråret 1976 var The Enforcer en stor kommerciel succes og den indspillede for $46.236.000 i USA, hvilket gjorde den til den niende bedst sælgende film dette år. Det var desuden den mest profitable film i Dirty Harry-serien i syv år, indtil udgivelsen af Dirty Harry vender tilbage i 1983.